# 山竹牛肉球

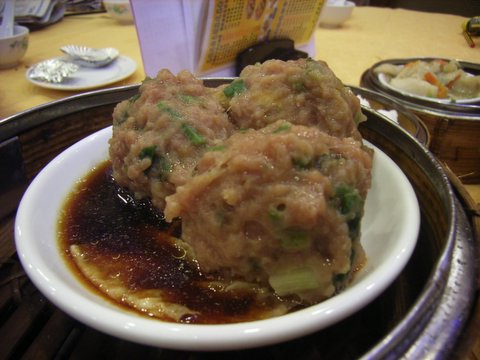
山竹牛肉球

山竹牛肉球（或山竹牛肉）是一種點心，在廣東、香港十分常見。它是以牛肉加入馬蹄、蔥及調味料，製成球狀的肉丸放於腐竹上，再放在蒸籠中蒸熟。在食用前常會以從英國傳入的喼汁調味，成為這道點心的其中一個特點。
由於健康理由，現時有部分食店會以新鮮合時的菜蔬代替腐竹，名為「時菜牛肉球」。
在廣東和香港，有山竹牛肉球被製成速冻點心盤在超級市場售賣。